# 斯瓦尔巴条约

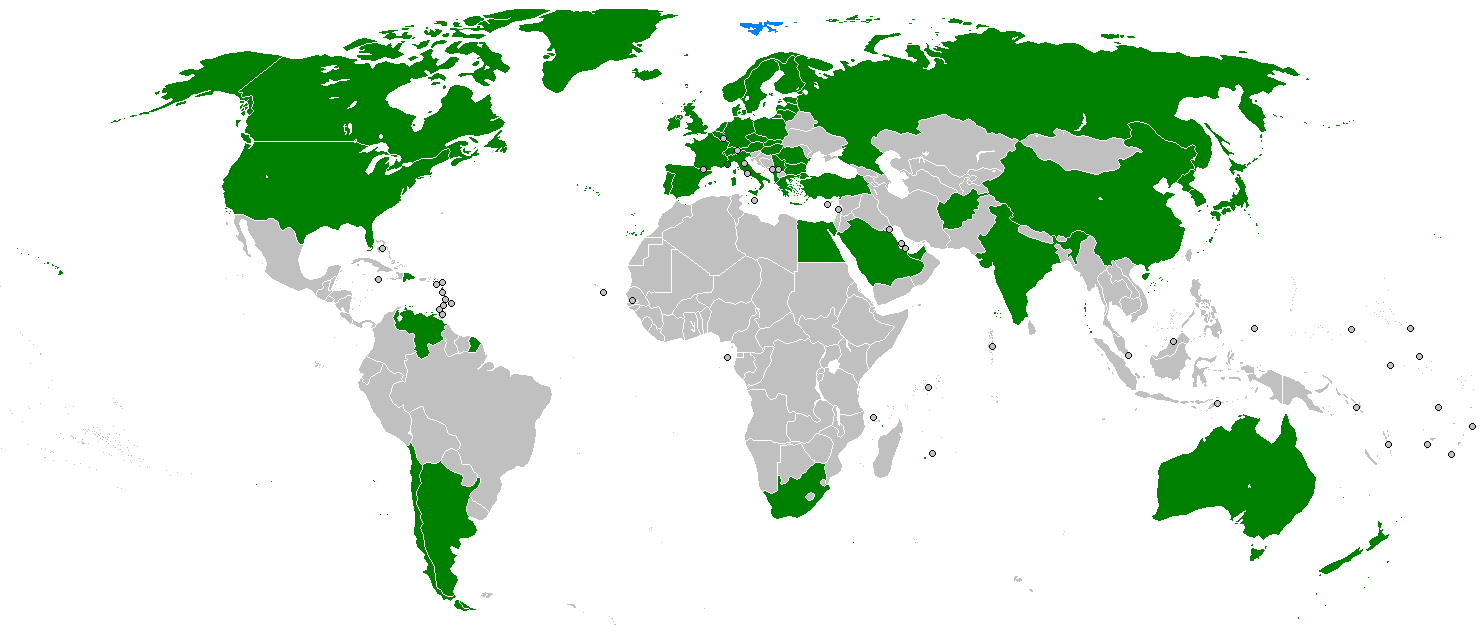
斯瓦爾巴條約協約國

《斯瓦尔巴条约》初為《关于斯匹次卑尔根群岛行政状态条约》，是1920年由国际联盟主导，由挪威等18国签订的关于斯瓦尔巴的使用与主权问题之条约，后增加中華民國、西班牙等33国，如今缔约国为46国。該條約賦予締約國的公民在該島的逗留權與挪威本國公民相同，除非違反挪威政府法律，即可無需申請、無需簽證许可自由進出該地，並且可以無時限地在此島居住。如今締約國都有以上逗留權。

## 译名
该条约英文文本名称为《Treaty of 9 February，1920, Relating to Spitsbergen》，直译为《1920年2月9日所订有关斯匹次卑尔根群岛条约》。当下流行的译名有《斯匹次卑尔根群岛条约》（“次”也有写作“茨”者）、《斯瓦尔巴群岛条约》、《斯瓦尔巴德条约》等译法，系因挪威语与英语对该群岛的不同命名而形成。
中華民國外交部在交涉缔约事务过程中使用《斯槐尔拔条约》译名。1928年4月，北洋政府外交部在复函法国驻华公使玛德的2封函件中使用《施比滋贝克条约》译名。1926年时政报刊《时兆月报》开始将该条约译作《斯匹次北尔根条约》，这一译名被后来的时政报刊所采用。
2018年1月26日，中华人民共和国国务院新闻办公室发布《中国的北极政策》白皮书中提到：“北极问题已超出北极国家间问题和区域问题的范畴，涉及北极域外国家的利益和国际社会的整体利益，攸关人类生存与发展的共同命运，具有全球意义和国际影响”，而有关北极的事务是“由《联合国宪章》、《联合国海洋法公约》、《斯匹次卑尔根群岛条约》等国际条约和一般国际法予以规范”的。

## 内容
该条约确定挪威政府对斯瓦尔巴有充分的自主权，但该地区为永久非军事区域，该地区与该地区民众安全由挪威政府全权負責。
所有缔约国公民均可自由进出该地区，并在该地区内进行任何不违反挪威政府法律的任何行为，不需得到挪威政府签证许可，但进入该地区则需接受挪威政府的法律管制。
按上述协定，所有拥有缔约国及缔约国之继承国公民身份者均无需申请和签证可以自由进出，但必须接受挪威政府之法律管束。虽然理论上缔约国公民可以在此地定居就业，但由于恶劣的天气和气候影响，在实践上通常较为困难。

## 历史
1596年6月19日，荷兰探险家威廉·巴伦支发现，由于该地区资源丰富，在被发现不久后便有大批欧洲移民前往该地区发展。
1920年2月9日，由英國、美國、丹麥、挪威、瑞典、法國、意大利、荷兰及日本在内等18国，经过繁忙的穿梭外交，在巴黎初签《斯匹次卑尔根群岛行政状态条约》，即后来的《斯瓦尔巴条约》。
1925年，中華民國、苏联、德國、芬蘭、西班牙等33国陸續参加《斯瓦尔巴条约》成为締约国。

## 北极考察站
2004年7月28日，中华人民共和国在斯瓦尔巴群岛的新奧勒松地区建立黄河站。

## 签约国
| 缔约国                   | 生效日期                      | 继承国                                                     |
| ------------------------ | ----------------------------- | ---------------------------------------------------------- |
| 阿富汗                   | 1929年11月23日                | 阿富汗                                                     |
| 阿尔巴尼亚               | 1930年4月29日                 | 阿尔巴尼亚                                                 |
| 阿根廷                   | 1927年5月6日                  |                                                            |
|                          | 1923年12月29日 （由英国延伸） |                                                            |
| 奥地利                   | 1930年3月12日                 |                                                            |
| 比利时                   | 1925年5月27日                 |                                                            |
| 保加利亞王國             | 1925年10月20日                | 保加利亚                                                   |
| 加拿大自治领             | 1923年12月29日 （由英国延伸） | 加拿大                                                     |
| 智利                     | 1928年12月17日                |                                                            |
| 中華民國                 | 1925年7月1日                  | 中華民國 · 中华人民共和国                                  |
| 捷克斯洛伐克             | 1930年7月9日                  | 捷克 · 斯洛伐克                                            |
| 丹麦王国                 | 1924年1月24日                 | 丹麦                                                       |
|                          | 1927年2月3日                  |                                                            |
| 埃及王國（埃及英治时期） | 1925年9月13日                 | 埃及                                                       |
| 爱沙尼亚                 | 1930年4月7日                  |                                                            |
| 芬兰                     | 1925年8月12日                 |                                                            |
| 法國                     | 1924年9月6日                  |                                                            |
| 魏瑪共和國               | 1925年11月16日                | 德国                                                       |
| 希臘王國                 | 1925年10月21日                | 希腊                                                       |
| 匈牙利王國               | 1927年10月29日                | 匈牙利                                                     |
| 冰島                     | 1994年5月31日                 |                                                            |
| 英属印度                 | 1923年12月29日 （由英国延伸） | 印度                                                       |
| 爱尔兰                   | 1923年12月29日                | [ 註 3 ]                                                   |
| 義大利王國               | 1924年8月6日                  | 義大利                                                     |
| 大日本帝国               | 1925年4月2日                  | 日本                                                       |
| 拉脫維亞                 | 2016年6月13日                 |                                                            |
| 立陶宛                   | 2013年1月13日                 |                                                            |
| 摩納哥                   | 1925年6月22日                 |                                                            |
| 尼德兰王国               | 1920年9月3日                  | 荷蘭                                                       |
| 新西兰                   | 1923年12月29日 （由英国延伸） |                                                            |
| 朝鮮民主主義人民共和國   | 2016年3月16日                 | 继承延伸自 大日本帝国                                      |
| 挪威                     | 1924年10月8日                 |                                                            |
| 波兰                     | 1931年9月2日                  |                                                            |
| 葡萄牙                   | 1927年10月24日                |                                                            |
| 羅馬尼亞                 | 1925年7月10日                 |                                                            |
| 苏联                     | 1935年5月7日                  | 俄羅斯                                                     |
| 內志蘇丹國               | 1925年8月14日                 | 沙烏地阿拉伯                                               |
| 南非聯邦                 | 1923年12月29日 （由英国延伸） | 南非                                                       |
| 大韓民國                 | 2012年9月11日                 | 继承延伸自 大日本帝国 · 近一个世纪以来首次加入本条约的国家 |
| 西班牙                   | 1925年11月12日                |                                                            |
| 瑞典                     | 1924年9月15日                 |                                                            |
| 瑞士                     | 1925年6月30日                 |                                                            |
| 大不列顛暨愛爾蘭聯合王國 | 1923年12月29日                | 大不列顛暨北愛爾蘭聯合王國                                 |
| 美国                     | 1924年4月2日                  |                                                            |
| 委內瑞拉                 | 1928年2月8日                  |                                                            |
| 南斯拉夫王國             | 1925年7月6日                  | 民主聯邦南斯拉夫→ 南斯拉夫社會主義聯邦共和國               |